# جيمس دبليو. هورن
جيمس دبليو. هورن (بالإنجليزية: James W. Horne)‏ هو كاتب سيناريو ومخرج وممثل أمريكي، ولد في 14 ديسمبر 1881 بسان فرانسيسكو في الولايات المتحدة، وتوفي في 29 يونيو 1942 بهوليوود في الولايات المتحدة بسبب سكتة.

## أعمال

### أفلام
- (1927) كلية
- (1935) أسمك من الماء
- (1936) الفتاة البوهيمية
- (1937) طريق الخروج من الغرب

## وصلات خارجية
- جيمس دبليو. هورن على موقع IMDb (الإنجليزية)
- جيمس دبليو. هورن على موقع ألو سيني (الفرنسية)
- جيمس دبليو. هورن على موقع أول موفي (الإنجليزية)
- جيمس دبليو. هورن على موقع قاعدة بيانات الأفلام السويدية (السويدية)
- جيمس دبليو. هورن على موقع قاعدة بيانات الفيلم (الإنجليزية)
- جيمس دبليو. هورن على موقع كينوبويسك (الروسية)